# SOX11
SOX11‏ (SRY-box 11) هوَ بروتين يُشَفر بواسطة جين SOX11 في الإنسان.